# Vincenzo Lanfranchi
Vincenzo Lanfranchi (Napoli, 1609 – Matera, 6 settembre 1676) è stato un arcivescovo cattolico italiano, arcivescovo di Acerenza e Matera dal 1665 alla morte.

## Biografia
Apparteneva ad una nobile famiglia napoletana ed era chierico regolare teatino.
La costruzione del Palazzo Lanfranchi, opera creata con il fine di ospitare il Seminario diocesano in via Domenico Ridola a Matera, avvenne fra il 1668 e il 1672 su richiesta dello stesso Vincenzo Lanfranchi.

## Genealogia episcopale
La genealogia episcopale è:
- Cardinale Guillaume d'Estouteville, O.S.B.Clun.
- Papa Sisto IV
- Papa Giulio II
- Cardinale Raffaele Sansone Riario
- Papa Leone X
- Papa Paolo III
- Cardinale Francesco Pisani
- Cardinale Alfonso Gesualdo di Conza
- Papa Clemente VIII
- Cardinale Pietro Aldobrandini
- Cardinale Laudivio Zacchia
- Cardinale Antonio Barberini, O.F.M.Cap.
- Cardinale Marcantonio Franciotti
- Arcivescovo Vincenzo Lanfranchi, C.R.